# Vincenzo Meco
Vincenzo Meco (Corcumello (L'Aquila), 1 oktober 1940) is een voormalig Italiaans wielrenner.

## Belangrijkste overwinningen
1962
- 14e etappe Giro d'Italia

## Resultaten in voornaamste wedstrijden
| Jaar | Ronde van Italië | Ronde van Frankrijk | Ronde van Spanje |
| ---- | ---------------- | ------------------- | ---------------- |
| 1962 | opgave (1)       |                     |                  |
| 1963 |                  |                     | opgave           |
| 1964 | opgave           |                     |                  |
| 1965 | opgave           |                     |                  |
| 1967 |                  |                     |                  |

| Jaar | Milaan-San Remo |
| ---- | --------------- |
| 1962 | 30e             |
| 1963 | 44e             |
| 1964 | 102e            |
| 1965 |                 |
| 1967 | 13e             |